# Gosiutes
Les Gosiutes ou Goshutes forment une petite nation amérindienne au nord du Nevada et de l'Utah qui a compté autrefois jusqu'à près de 20 000 membres ; elle en comptait 536 en 2009.
Selon les versions, leur nom renvoie soit à celui d'un de leurs chefs, nommé Goship, soit à Gutsipupiutsi, un mot Shoshone signifiant « peuple du désert ».
Les Gosiutes faisaient partie des nations du Grand Bassin, s'étendant du Grand Lac Salé au Steptoe Range dans le Nevada, et vers le sud jusqu'à Simpson Springs, avec les Païutes, les Bannocks et les Utes. Avant le contact avec les Blancs, les Gosiutes passaient l'hiver dans la Deep Creek Valley dans des maisons faites de terre et de perches de saule.
Ils se nourrissaient de petit gibier, chassé au printemps et pendant l'été dans les montagnes, ainsi que de la récolte d'oignons sauvages, de carottes et de pommes de terre. Le zoologiste Ralph Vary Chamberlin a séjourné avec eux pour étudier les plantes de la région et leurs usages, publiant Ethnobotany of the Gosiute Indians of Utah.

## Nations confédérées de la réserve Gosiute
L'actuelle réserve des Confederated Tribes of the Goshute inclut des Gosiutes, des Païutes et des Bannocks. Elle se trouve des deux côtés de la frontière entre le Nevada et l'Utah, dans le Comté de White Pine, dans celui de Juab et celui de Tooele. Elle occupe une superficie de 459,517 km2 et une population résidente de 409 personnes.

## Clan Gosiute de la Skull Valley
Le clan Gosiute de la Skull Valley comprend 127 membres, dont 31 vivent dans une réserve de 73,004 km2 située à mi-chemin entre la réserve des Nations confédérées et Salt Lake City.

### Déchets nucléaires
Le Dugway Proving Grounds qui est une base militaire de test d'armes biologiques et bactériologiques est situé juste au sud de la Skull Valley. À l'est, est implanté un lieu de stockage de gaz innervant et au nord on trouve l'usine Magnesium Corporation qui rencontre de sérieux problèmes environnementaux. La réserve a été proposée comme lieu de stockage (3 km2) pour 40 000 tonnes de déchets nucléaires. Ce lieu a été agréé par la commission de réglementation nucléaire américaine.